# 小林駅 (兵庫県)
小林駅（おばやしえき）は、兵庫県宝塚市小林二丁目にある、阪急電鉄今津線の駅。小林は「こばやし」と読み間違えられることが多いが、当駅および地名の読みは「おばやし」である。駅番号はHK-26。

## 歴史
鉄道が開通するまでは西宮から当地まで乗合馬車が運行され、神戸方面から宝塚へ向かう観劇客などを運んでいた。

### 年表
- 1921年（大正10年）9月2日：阪神急行電鉄（現在の阪急電鉄）西宝線の宝塚駅 - 西宮北口駅間開業と同時に開設[3]。
- 1926年（大正15年）12月18日：西宝線が今津線に改称[3]。
- 1977年（昭和52年）：駅舎を新築[1]。
- 2013年（平成25年）12月21日：駅ナンバリング(HK-26)が導入される[4][5]。

## 駅構造
相対式ホーム2面2線を有する地上駅。分岐器や絶対信号機を持たないため、停留所に分類される。駅舎は西宮北口方面ホーム側の地上部に立地し、窓口や売店、自動券売機、ATMが備えられている。各ホーム間は跨線橋により連絡しており、跨線橋と各ホームをそれぞれ連絡するエレベーターが設置されている。改札口は、駅舎のある東口と跨線橋上の西口の2箇所にある。西口は駅員無配置で自動改札機のみ設置されており、自動券売機も設置されていない。ホーム有効長は1号線が6両、2号線が8両。かつては、駅南側に片渡り線が設置されていた。
トイレは西宮北口方面ホーム中ほどにある。

### のりば
| 号線 | 路線    | 方向 | 行先                                         |
| ---- | ------- | ---- | -------------------------------------------- |
| 1    | ■今津線 | 下り | 宝塚・川西能勢口・中山観音・清荒神・箕面方面 |
| 2    | ■今津線 | 上り | 西宮北口・大阪・神戸・今津方面               |

※実際には構内にのりば番号表記はないが、スマートフォン向けアプリ「阪急沿線ナビ TOKKアプリ」の発車案内機能では、宝塚方面が1号線、西宮北口方面が2号線と表示されている。

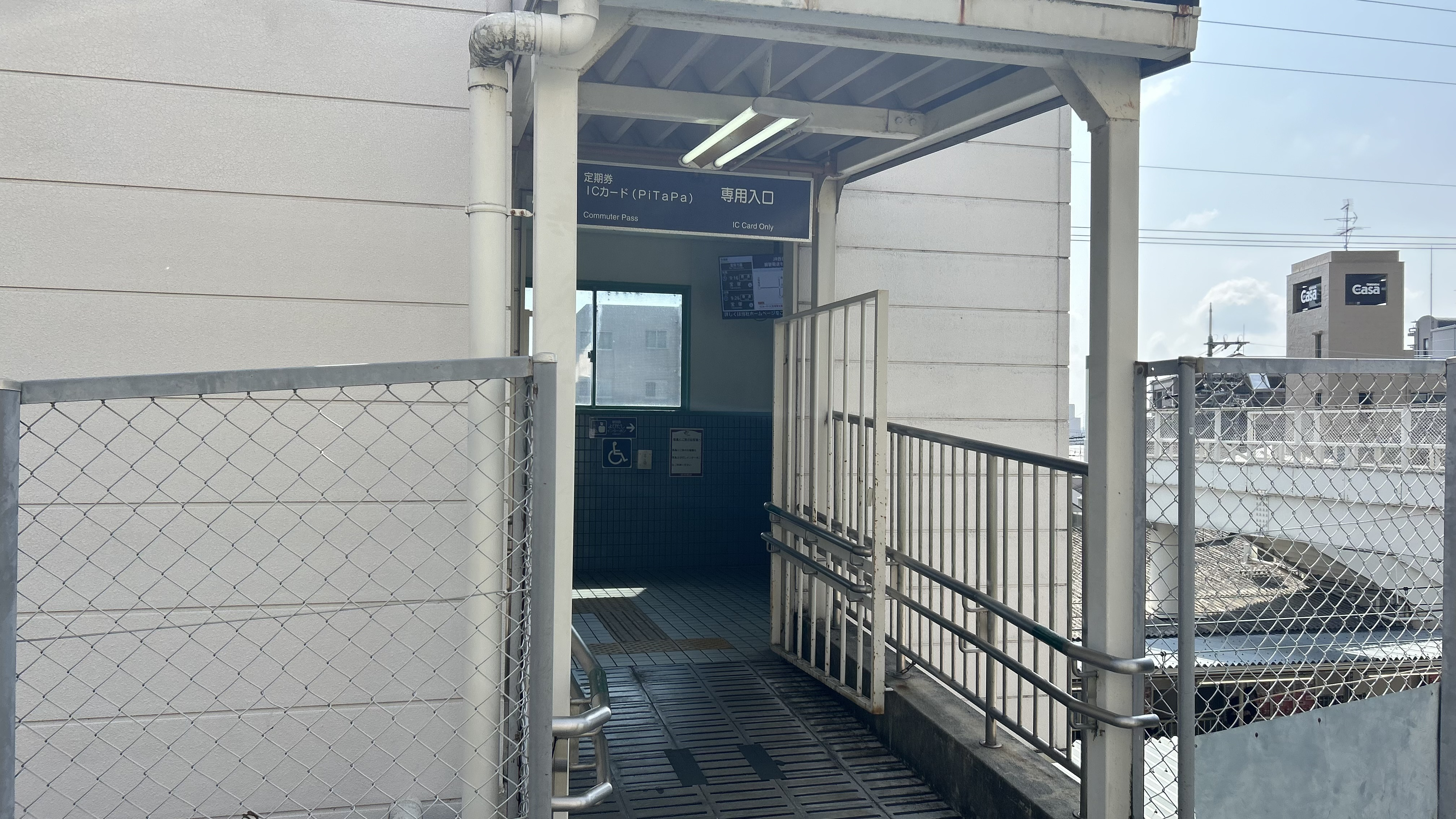
西口（2025年5月）
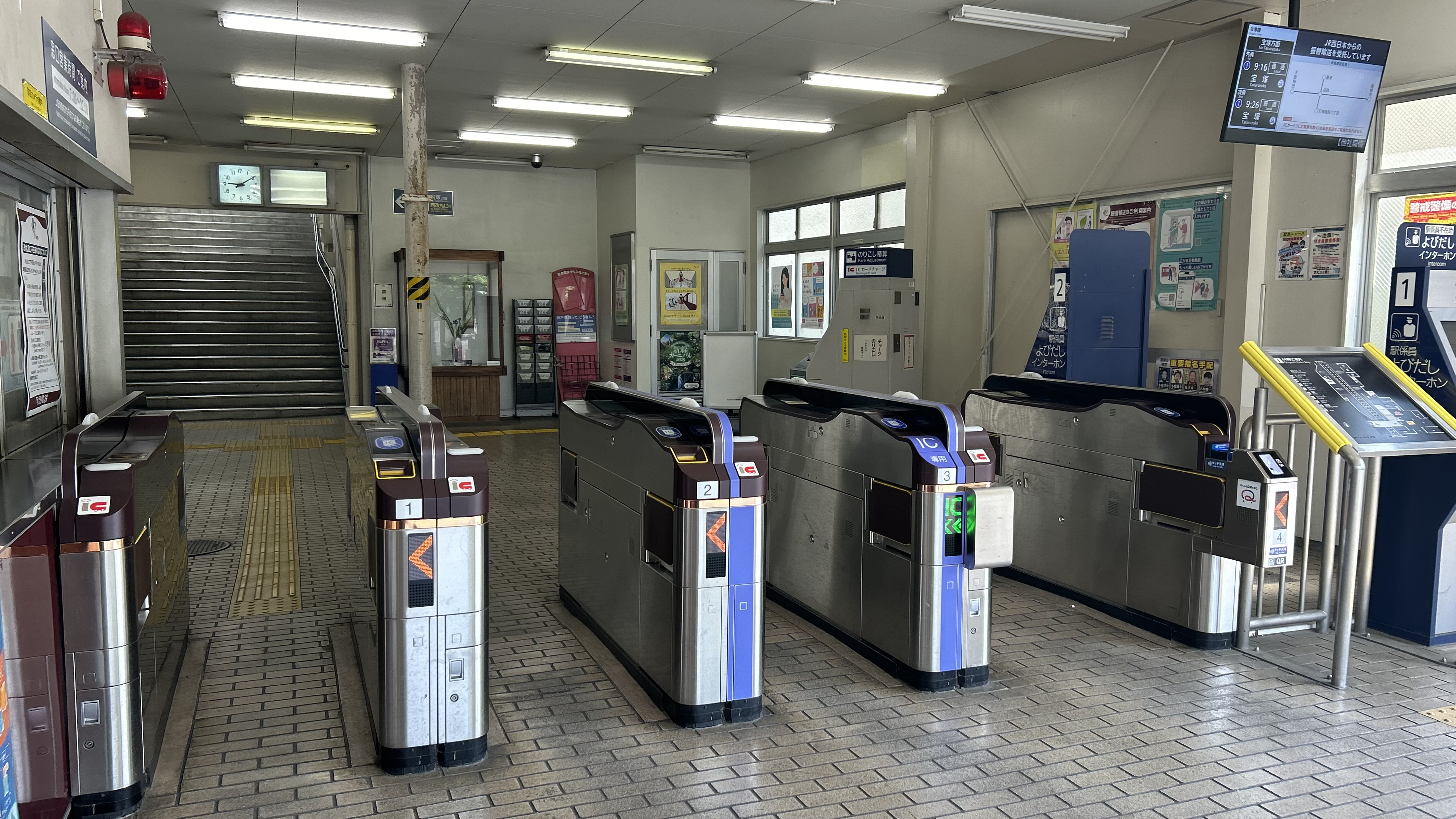
東改札口（2025年5月）
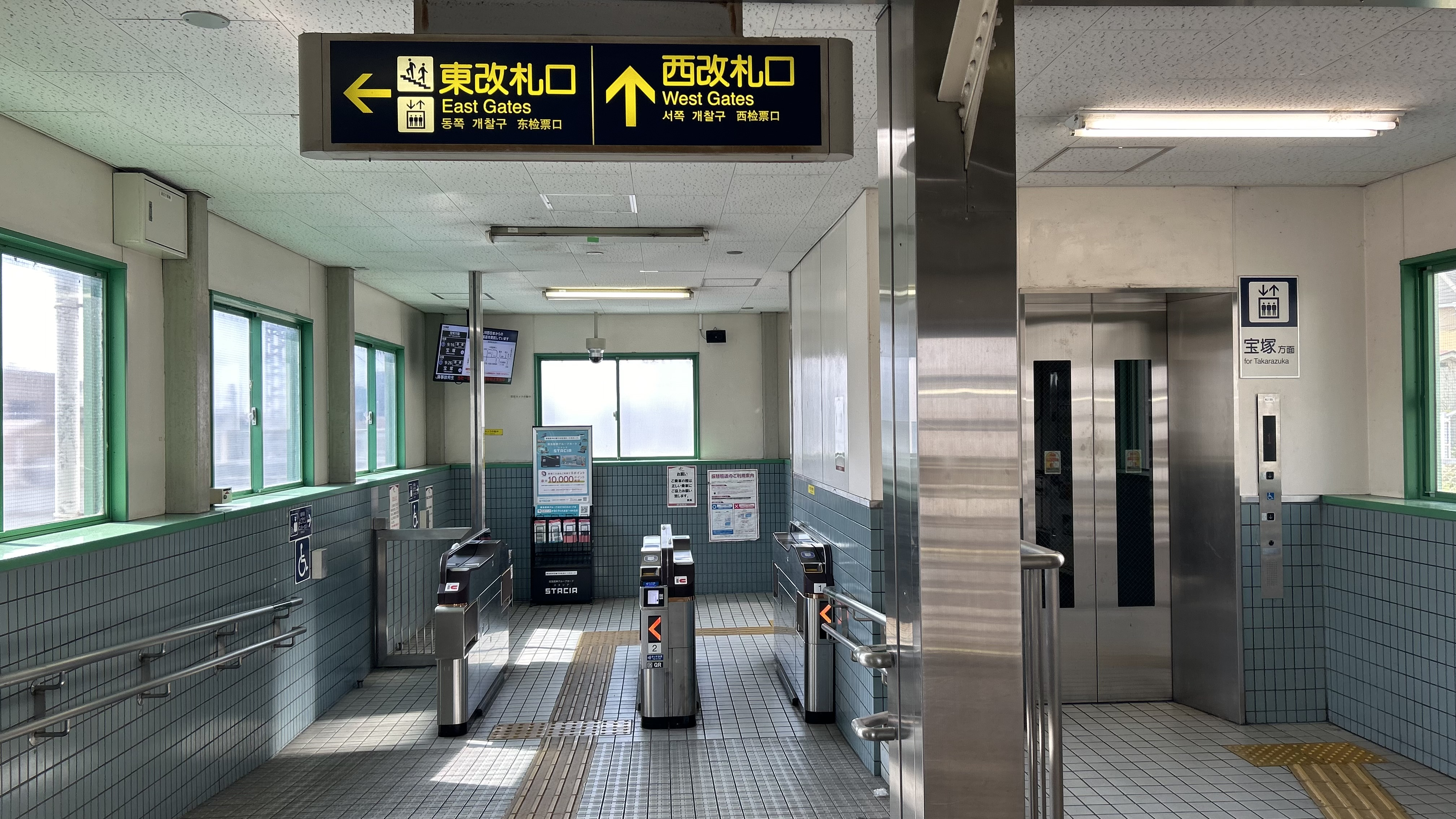
西改札口（2025年5月）
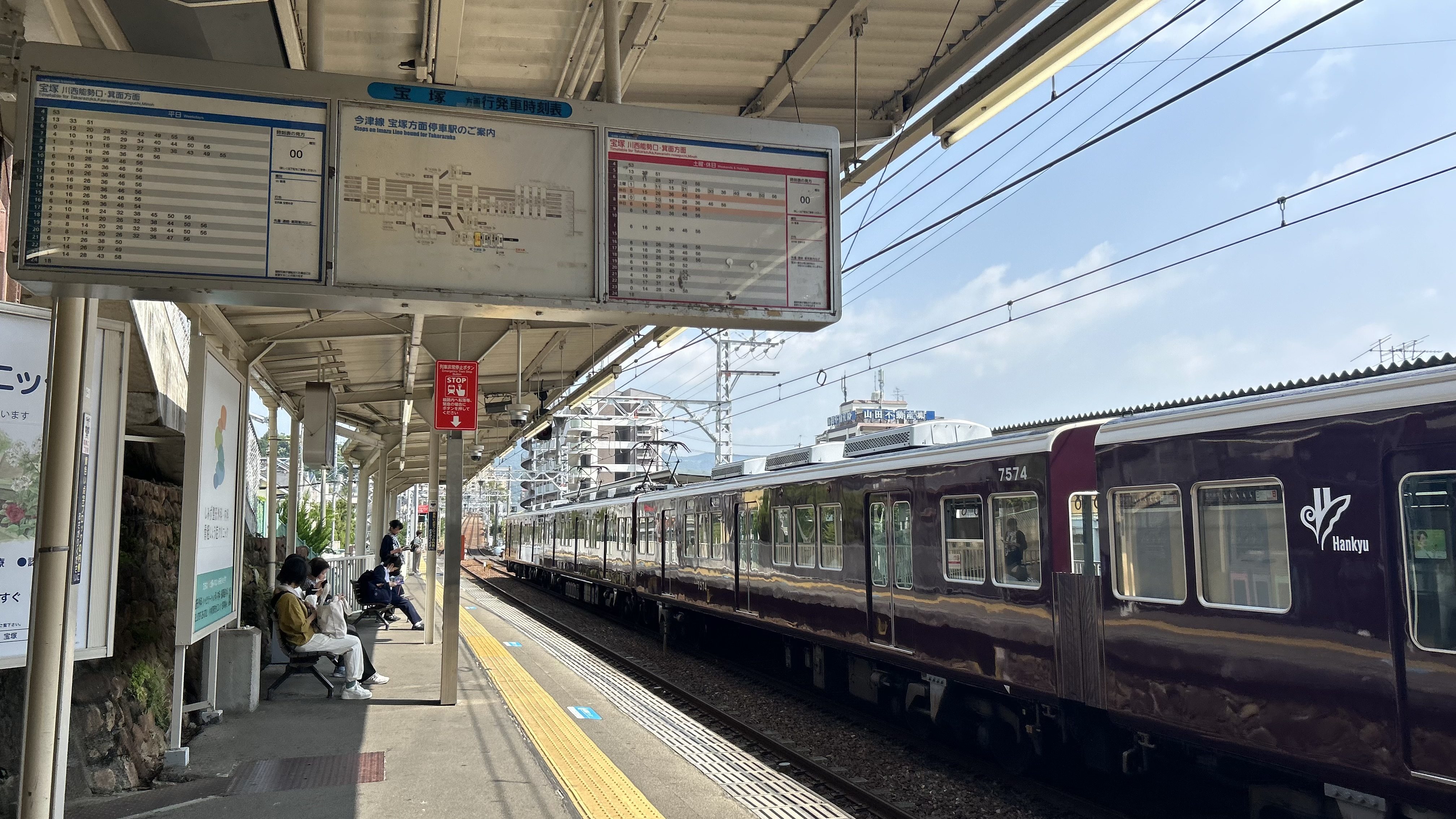
宝塚方面ホーム（2025年5月）
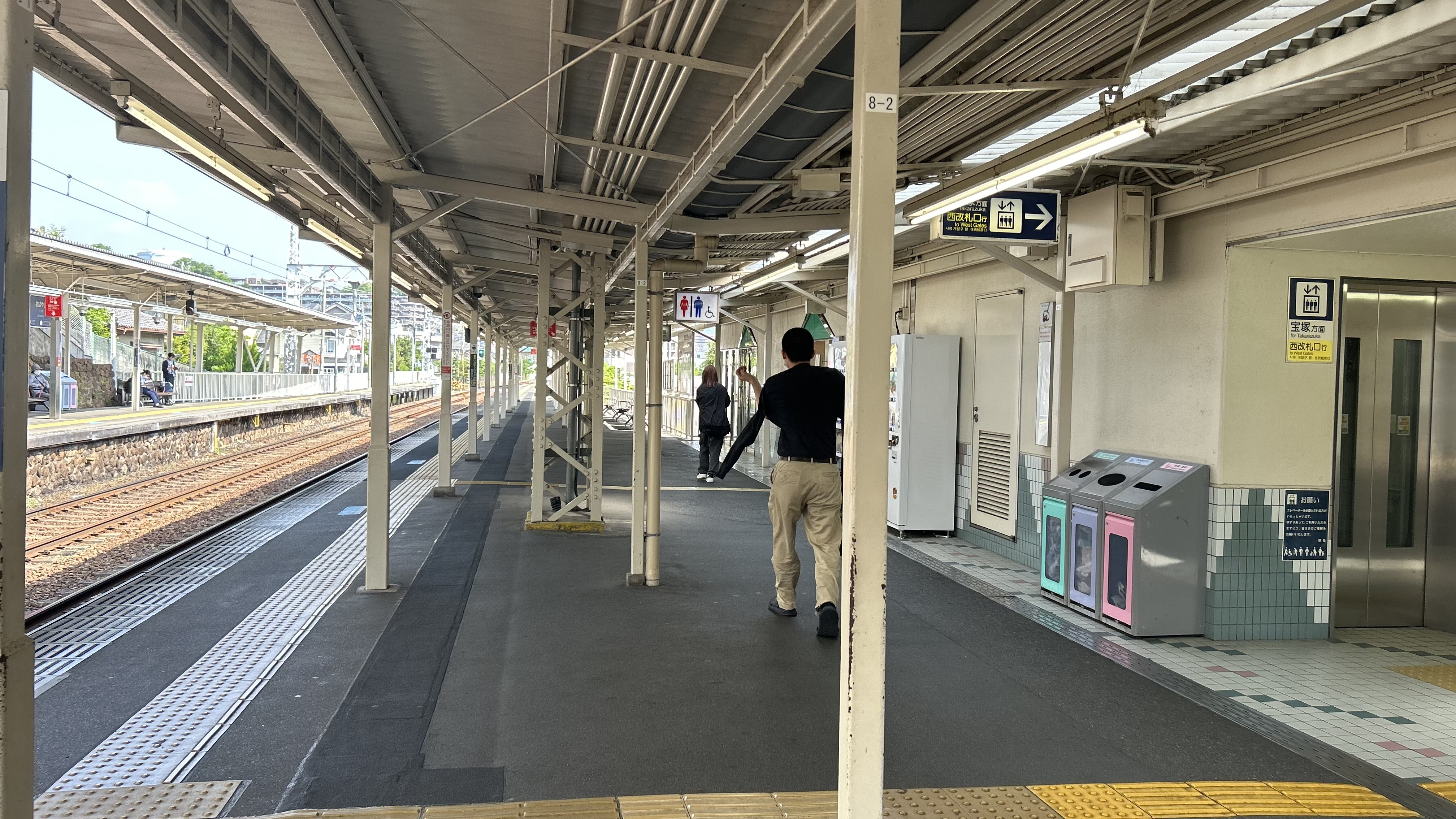
西宮北口方面ホーム（2025年5月）
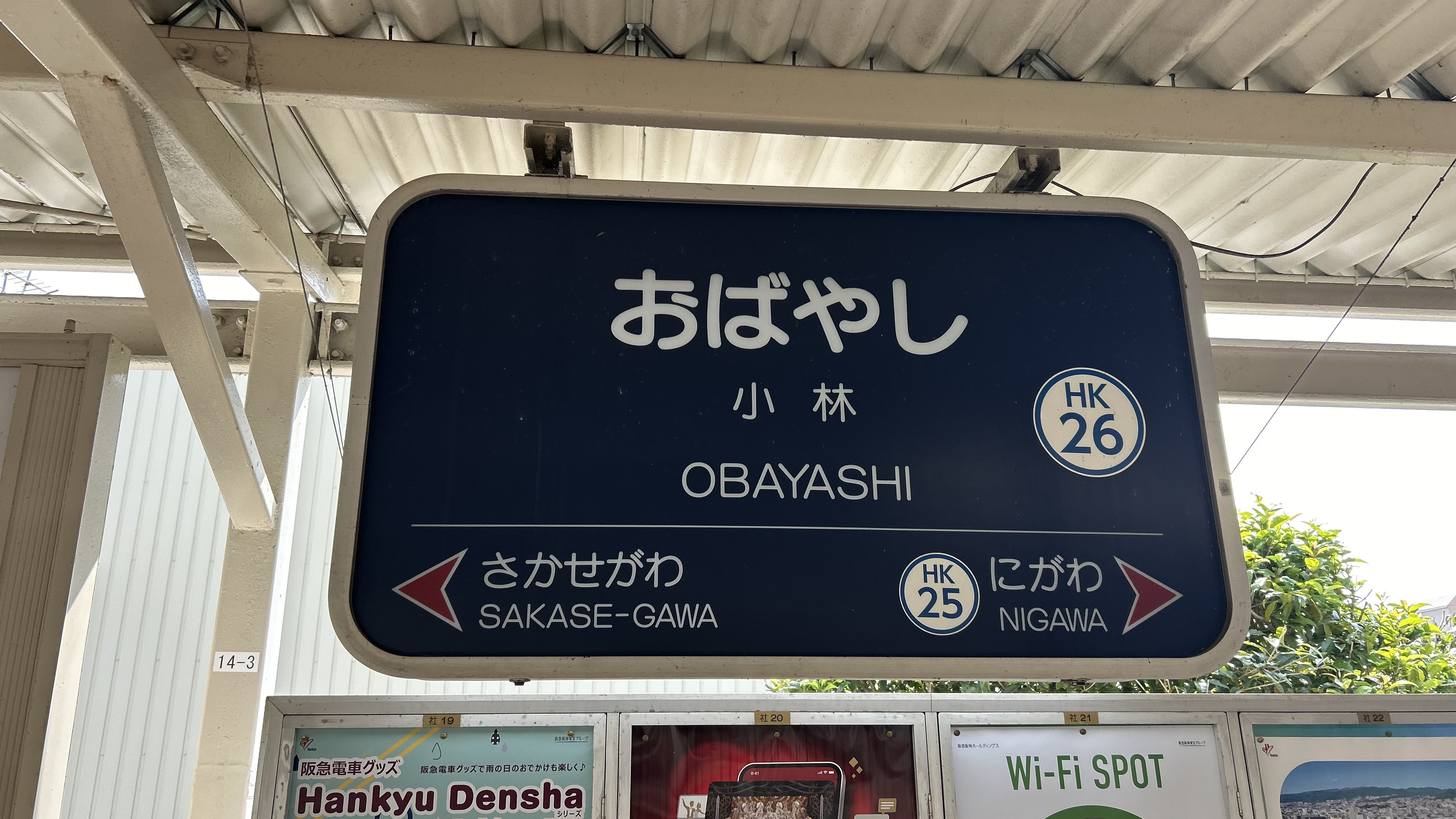
駅名標（2025年5月）

## ダイヤ
平日・土曜の日中、休日は上下とも、6両編成の普通が毎時6本が発着する。平日の朝夕、土曜の朝、阪神競馬場での競馬開催日には増発が行われる。また、平日の朝ラッシュ時には、8両編成の大阪梅田行き準急が6本が発着する。

## 利用状況
2021年の通年平均の乗降人員は11,472人である。
各年度の特定日における1日の乗車・乗降人員推移は下表の通り。
| 年度               | 特定日   | 特定日   |
| 年度               | 乗降人員 | 乗車人員 |
| ------------------ | -------- | -------- |
| 1996年（平成08年） | 18,323   | 9,228    |
| 1997年（平成09年） | 19,677   | 9,922    |
| 1998年（平成10年） | 19,485   | 9,717    |
| 1999年（平成11年） | -        | -        |
| 2000年（平成12年） | 22,428   | 11,672   |
| 2001年（平成13年） | 19,463   | 10,293   |
| 2002年（平成14年） | 19,185   | 10,045   |
| 2003年（平成15年） | 16,071   | 8,788    |
| 2004年（平成16年） | 18,402   | 9,559    |
| 2005年（平成17年） | 17,022   | 9,165    |
| 2006年（平成18年） | 17,266   | 9,065    |
| 2007年（平成19年） | 17,541   | 9,150    |
| 2008年（平成20年） | 18,287   | 9,471    |
| 2009年（平成21年） | 16,833   | 8,644    |
| 2010年（平成22年） | 17,794   | 9,136    |
| 2011年（平成23年） | 17,590   | 8,962    |
| 2012年（平成24年） | 17,632   | 8,911    |
| 2013年（平成25年） | 17,831   | 9,109    |
| 2014年（平成26年） | 17,913   | 9,081    |
| 2015年（平成27年） | 17,209   | 8,746    |
| 2016年（平成28年） | 17,288   | 8,782    |
| 2017年（平成29年） | 17,394   | 8,846    |
| 2018年（平成30年） | 17,193   | 8,749    |
| 2019年（令和元年） | 17,196   | 8,746    |
| 2020年（令和2年）  | 11,264   |          |
| 2021年（令和3年）  | 11,472   |          |

## 駅周辺
駅西側には閑静な高級住宅街が広がる。
教育機関
- 宝塚市立良元小学校
- 小林聖心女子学院小学校・中学校・高等学校[2]

公共機関
- 宝塚市立西図書館[2]
- 宝塚市西公民館
- 宝塚小林郵便局

商業施設
- 小林フラワーガーデン
- イズミヤ小林店
- フレスコ小林店

## 隣の駅
阪急電鉄
■今津線（今津北線）
■準急（大阪梅田行きのみ運転）・■普通
逆瀬川駅 (HK-27) - 小林駅 (HK-26) - 仁川駅 (HK-25)

- なお戦中の1943年12月15日から1945年9月21日までは、川西航空機（現在の阪神競馬場敷地）への通勤客輸送を図るため、鹿塩駅が仁川駅との間に設置されていた。